# Голый остров (фильм)
«Голый остров» (яп. 裸の島 Хадака но сима) — художественный фильм режиссёра Канэто Синдо, снятый в 1960 году. Фильм является чёрно-белым и не имеет разговорных диалогов.

## Сюжет
На маленьком островке во Внутреннем Японском море живёт семья — мать, отец и два маленьких сына. У них нет ни электричества, ни газа, ни пресной воды. Еду они выращивают самостоятельно на своём огороде, а воду возят с соседнего острова. Каждый день с утра до вечера мать и отец вместе или поодиночке плывут на лодке к деревушке на берегу, набирают там по два больших ведра воды и везут на остров, где вёдра надо поднять на самый верх, где стоит домик и где находятся огороды. Утром мать отвозит старшего сына в школу, вечером забирает его. Пока жена ездит за водой, муж поливает растения на огороде. Однажды жена, поднимаясь по крутому склону вверх, оступается и проливает одно ведро, за что муж даёт ей затрещину.
После сбора урожая муж и жена отвозят несколько мешков на продажу, а также приносят богатому человеку (видимо, в качестве платы за аренду земли).
Как-то раз мальчикам удаётся поймать на удочку большую рыбу. Вся семья едет в деревушку и продаёт рыбину. На вырученные деньги они могут сходить в ресторан и купить еды и одежды мальчикам.
Однажды, пока родители ездили за водой, старший сын заболевает. Мать остаётся с ним, отец едет в деревню и разыскивает врача. Однако пока он привозит врача на остров, мальчик уже умирает. На его похороны на острове приезжает весь его школьный класс. После похорон сына мать впадает в истерику и выливает ведро воды на землю. Однако дальше всё идёт своим чередом, ведь живым надо продолжать бороться за жизнь.

## Награды и номинации
- В 1961 году фильм получил Большой приз II Московского международного кинофестиваля[1].
- В 1963 году фильм был выдвинут на номинацию премии «Лучший фильм» Британской академии кино и телевизионных искусств.